# Blairsville, Pennsylvania
Blairsville är en kommun av typen borough i Indiana County i Pennsylvania. Vid 2010 års folkräkning hade Blairsville 3 412 invånare.